# Ереван Сити
Ерева́н Си́ти (англ. Yerevan City, арм. Երևան Սիթի) — армянская компания розничной торговли и одноимённая торговая сеть. По состоянию на 2018 год в состав сети входит 22 универсальных магазина самообслуживания, а также 4 торговых центра («Сити Комитас», «Сити Проспект», «Сити Давидашен» и «Сити Зейтун»), в каждом из которых супермаркет «Ереван Сити» является якорным арендатором. Таким образом, это крупнейшая в Армении сеть универсамов.

## Собственники и руководство
Сеть «Ереван Сити» принадлежит компании Alex Holding, которой руководит армянский олигарх и экс-депутат Республиканской партии Самвел Алексанян.
В апреле 2018 года в ходе мирных протестов активисты призвали жителей Еревана бойкотировать торговые сети «Ереван Сити» и SAS, так как они обе принадлежат депутатам от РПА, ненависть к которой в армянском обществе привела к революции.

## Награды
- «Лучшая сеть супермаркетов в Армении» (2013, 2014, 2015, 2016 и 2017)[2].

## Уклонение от уплаты налогов
В мае 2018 года после смены власти, одним из поводов которой была коррупция и экономические проблемы в стране, Служба национальной безопасности Армении начала расследование в отношении ряда крупных компаний, уклоняющихся от уплаты налогов. Главным образом речь шла об Alex Holding. Будучи организацией, обязанной платить налог на добавленную стоимость, ещё в конце 2016 года под предлогом сдерживания роста цен на сельскохозяйственные товары она пришла к соглашению с прежним руководством Комитета государственных доходов Армении. Суть этого неофициального договора была в дозволении продавать сельскохозяйственную продукцию, купленную у фермеров, через ИП. Оборот таких фирм не должен превышать 115 миллионов драмов (около 240000 долларов). Это позволяло вместо НДС 20 % и налога на прибыль платить налоги по ставке для малых ИП в размере 2 % от общего оборота. Когда поставленная планка оборота достигалась, «левый» индивидуальный предприниматель прекращал деятельность, и его заменяли другие юрлица того же типа. Причём эти ИП нередко регистрировались по документам сотрудников сети «Ереван Сити», копии которых хранились у работодателя, на их имя и без их ведома. В общей сложности таким образом было зарегистрировано 461 частное предприятие, суммарный оборот которых достиг 40 млрд драмов (83,3 млн $), с которых был уплачен налог в размере 2 % оборота (1,66 млн $).
По результатам расследования были возбуждены уголовные дела по ч.2 статьи 205 УК РА (неуплата налогов в особо крупном размере) и ч.3 статьи 189 УК РА (фальшивое предпринимательство). В рамках уголовного дела проведены 10 обысков, в ходе которых конфискованы бумажные и электронные носители информации с документами, а также проведены допросы граждан, на чьё имя были зарегистрированы ИП.
Расследование в отношении сети «Ереван Сити» позволило вскрыть аналогичные схемы ещё 11 крупных торговых организаций, которым не препятствовало прежнее руководство Комитета госдоходов Армении. Новый глава правительства Армении Никол Пашинян заявил, что он потрясён цинизмом расхитителей в стране.